# Ruanda-Urundi frank
De Ruanda-Urundi frank was tussen 1960 en 1964 het wettige betaalmiddel in de twee Belgische mandaten van Ruanda-Urundi.

## Geschiedenis
In 1916 werd de frank voor het eerst geïntroduceerd in de gebieden Rwanda en Burundi, toen deze werden bezet door België en de Belgisch-Congolese frank de Duits-Oost-Afrikaanse roepie verving. In 1960 werd de Belgisch-Congolese frank vervangen door de Rwandese en Burundese frank, uitgegeven door de Banque d'émission de Rwanda et Burundi. Het circuleerde tot 1964, toen Rwanda en Burundi hun eigen valuta introduceerden: de Rwandese frank en de Burundese frank.